# Gare de Vire
Gare de Vire – stacja kolejowa w miejscowości Vire, w departamencie Calvados, w regionie Normandia, we Francji.
Jest stacją Société nationale des chemins de fer français (SNCF), obsługiwaną przez pociągi Intercités Normandie, TER Haute-Normandie i TER Basse-Normandie.